# Скиритида
Скиритида (греч. Σκιρῖτις) — известная по античным источникам небольшая горная и пустынная область на Пелопоннесе. Скиритида локализуется в северной Лаконике, на границе с Аркадией, между реками Евротом и его левым притоком Энунтом. Область была населена воинственным и неприхотливым племенем скиритов, которые образовывали особое мобильное подразделение в спартанском войске. Единственное известное поселение, существовавшее в Скиритиде в классической древности, это городок Ой (греч. Οἶον), расположенный к северу от Селласии, приблизительно в двух часах пути.

## Античные источники, упоминающие о Скиритиде
- Фукидид, кн. V, гл. 33, § 67 и 68.
- Ксенофонт, Греческая история, кн. V, гл. 2, § 24; кн. VI, гл. 5, § 24; кн. VII, гл. 4, § 21.
- Диодор Сицилийский, Историческая библиотека, кн. XV, гл. 32.